# Kolektivní inteligence

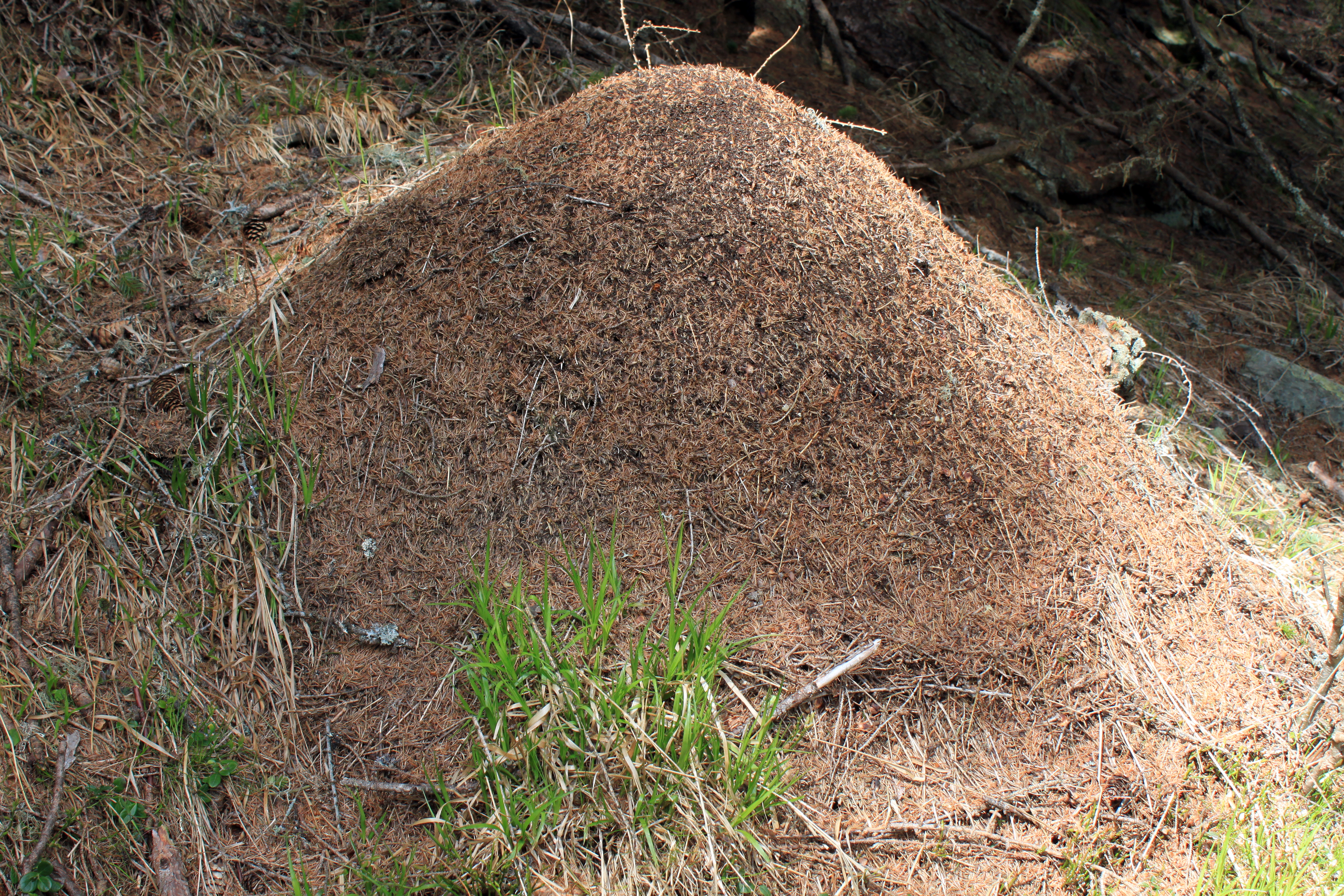
Mravenčí společenství je tradičním příkladem kolektivní inteligence v přírodě, konkrétněji jde o příklad tzv. stigmergické spolupráce.

Kolektivní inteligence je jevem pozorovatelným v přírodě i kultuře a zároveň rozvíjejícím se interdisciplinárním oborem zasahujícím do mnoha oblastí lidské společnosti od informačních technologií či ekonomie přes vzdělávání až po politiku. Definice pojmu kolektivní inteligence se obvykle liší dle zaměření jejich autorů, nicméně lze nalézt i obecnější definice. Například: „Kolektivní inteligence je jakákoliv forma inteligence, která vzniká v rámci – případně je schopností či charakteristikou – skupin a dalších kolektivních živých systémů.“
Pokud se hovoří o kolektivní inteligenci coby teoretickém a praktickém oboru, je možné ho popsat jako úsilí nacházet způsoby, jakými dosahovat inteligentnějšího (či někdy také moudřejšího) jednání v rámci menších či větších skupin lidí a zároveň dosahovat inteligentnějších výsledků. Příkladem praxe v oboru kolektivní inteligence může být nastavování pravidel a procesů na encyklopedii Wikipedia, jehož cílem je z Wikipedie vytvořit vysoce kvalitní a hodnověrný zdroj encyklopedických informací na jakékoliv téma. Jiným příkladem mohou být aktivity v oblasti tzv. participativní demokracie, kde se za pomoci různých metod a specializovaných online platforem občané mohou zapojovat do diskuzí a rozhodovacích procesů o konkrétních politických problémech. Cílem takto konstruované kolektivní inteligence je vytvářet politická rozhodnutí, se kterými se ztotožňuje co největší část občanské společnosti a která mohou být díky zpracování mnoha odlišných pohledů také moudřejší.

## Dějiny kolektivní inteligence

### Středověk
Pojem kolektivní inteligence byl pravděpodobně poprvé používán někdy mezi desátým a dvanáctým stoletím linií perských a židovských myslitelů – jako byl Al-Fárábí či Ibn Sína – působících v rámci islámské komunity. Tito myslitelé kolektivní inteligenci ztotožňovali s transcendentní s božskou inteligencí, pojatou po vzoru Aristotelovy filosofie jako tzv. činný intelekt, jenž bez ustání reflektuje sebe sama a stojí v pozici prvotního hybatele inspirujícího věčný pohyb vesmíru. Božská kolektivní inteligence byla přístupná celému lidstvu, nicméně míra přístupnosti k této inteligenci, čili míra schopnosti přiblížit se svým myšlením Bohu, nebyla pro všechny členy společnosti rovná. Nejvyššího poznání dosahovali proroci, kteří s transcendentní kolektivní inteligencí měli přímý kontakt a viděli tak božskou pravdu přímo, nižšího poznání dosahovali intelektuálové jako filosofové či právníci a nejnižšího pak ti, kteří se oddávali zejména materiálním zálibám. Pojetí míry přístupnosti ke kolektivnímu intelektu mělo pro perské myslitele následně i dopad na představu o správném společenském uspořádání. A tak ti, kteří měli ke kolektivnímu intelektu nejblíže, stáli na vrcholu a ti kteří od něj byli nejdále, zůstávali na spodních žebříčcích tehdejší víceméně statické společnosti strukturované a sjednocované božským kolektivním intelektem.

### 18. a 19. století

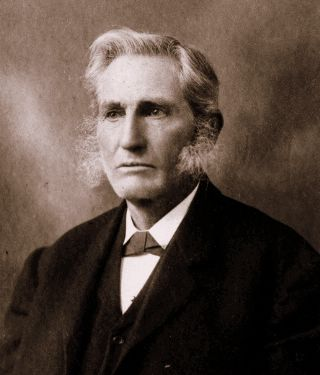
Lester Frank Ward

Nakolik je známo, pojem kolektivní inteligence se začal znovu objevovat až s příchodem moderní doby, zhruba od 19. století, kdy ho v různých kontextech čas od času užívali intelektuálové rozmanitého zaměření, a to například pro označení akcelerace vývoje poznání v medicíně či obecně pro vědu coby kolektivní úsilí. Vzhledem k výrazně proměněnému pohledu na svět moderního člověka, bylo jejich pojetí kolektivní inteligence velmi odlišné od pojetí, jež ztělesňovali středověcí náboženští myslitelé. Moderní člověk sama sebe již nechápal jako v zásadě neměnného “božího služebníka”, ale chápal se v první řadě jako aktivní individualita, která se ve větší či menší míře podílí na dynamice pokroku ve světě vědy, techniky, umění a politiky. Jednoduše řečeno, v předmoderní době vládnoucí svaté Písmo stanovující nutný řád moderní člověk nahradil celkem své kultury, ve kterém se mu neustále rozšiřoval horizont možností. Kolektivní intelekt či kolektivní inteligence proto pro člověka již nemohla být něčím transcendentním, k čemu by musel přistupovat a co by ho určovalo, ale stala se něčím, co se objevuje, vzniká, či se konstruuje v kulturním rámci mezi tvořivými jedinci.
Vzhledem k narůstající komplikovanosti společnosti, nutnosti nacházet nové efektivní modely organizace a principy vazebnosti kultury problematika inteligence kolektivu neustále, i když dlouho velmi skrytě, nabývala na svém významu. To dokládá mimo jiné výrok amerického sociologa 19. století Lestera Frank Warda, který prohlásil, že budoucí vývoj společnosti bude záviset na rozvoji kolektivní inteligence. Také zpětným pohledem na teoretickou práci některých osobností společenských věd 18. a 19. století lze spatřovat pojmy, jež se svým způsobem problému kolektivní inteligence dotýkají. Může za ně být považován například pojem kolektivního vědomí, který používal sociolog Emilé Durkheim pro označení sdílených přesvědčení a hodnot vedoucí k solidaritě ve společnosti, neviditelná ruka trhu ekonoma Adama Smithse či třídní vědomí filosofa Karla Marxe. Za teoretické aktivity blízké dnešním výzkumům kolektivní inteligence je možné považovat také tehdejší výzkumy psychologie davu a myšlení davu.

### 20. století

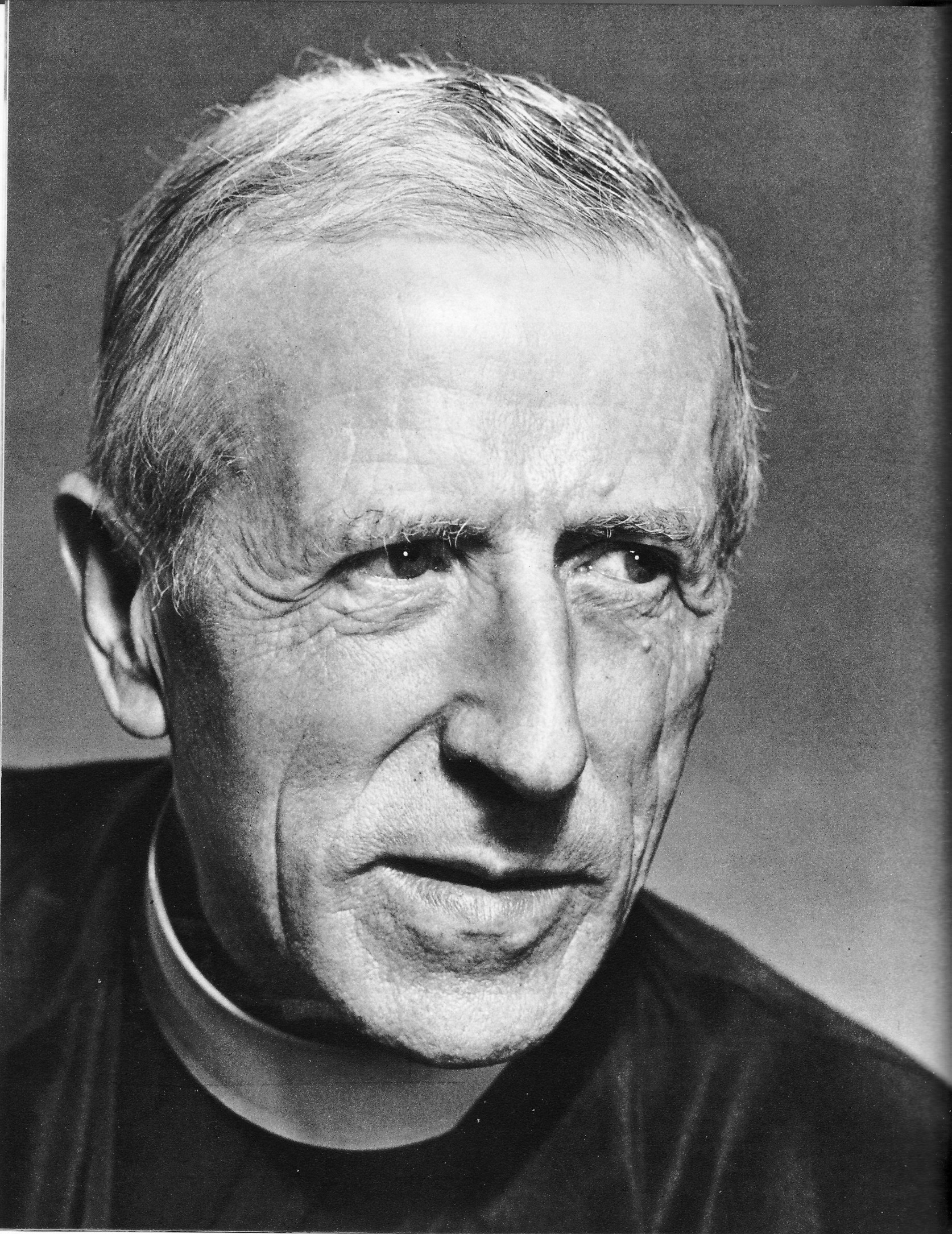
Pierre Teilhard de Chardin

V první polovině 20. století vznikla vědecko-filosofická evoluční teorie, která později poskytla hluboký ideový základ pro řadu významných osobností a odborníků oboru kolektivní inteligence. Autor této slavné teorie, jezuitský teolog, filosof a biolog Pierre Teilhard de Chardin tvrdil, že evoluce vesmíru je v první řadě evolucí vědomí a vzestupem k vědomí a současný vývoj vede k vyšší formě vědomí, kterou si lze představit jako harmonizované kolektivní vědomí či nadvědomí, jež vede k jedinému konečnému cíli, ke svrchovanému vědomí neboli Bohu. Teilhard člověka nechápal jako oddělenou jednotku vědomí ale jako individualizovaného představitele evoluční vrstvy noosféry (sféry myšlení), jehož údělem je vytvářet velké tělo stále hustšího a jednotnějšího vědomí, neboli velké tělo kolektivní inteligence. Podobné evoluční teorie zastávali také další doboví myslitelé, dnes by se dalo říci duchovní otcové hnutí Nového Věku jako Šrí Aurobindo, Rudolf Steiner či Dane Rudhyar a později slavní vědci jako Gregory Bateson či James Lovelock. Dnes je tato teorie v mnohých podobách rozpracovávána u myslitelů řadících se do oblasti tzv. integrálního myšlení.
V první polovině 20. století se začala objevovat také metafora světového mozku, která souvisela s rozvojem oboru informační vědy. Stěžejní postavy v tomto ohledu byly Paul Otlet a jím inspirovaný spisovatel a vizionář H. G. Wells.
Ve druhé polovině 20. století se konceptu kolektivní inteligence ujali vizionáři oboru informačních a komunikačních technologií jako Ted Nelson, Joseph Carl Robnett Licklider či Douglas Engelbart, aby započali práce na projektu globální sítě, tj. dnešního internetu. Ve stejnou dobu začaly vznikat také průkopnické teoretické práce v různých akademických oborech. Nejranější nalezený článek s pojmem kolektivní inteligence přímo ve svém názvu pochází z roku 1971 z pera psychologa Davida Wecheslera. Tento článek odlišoval kolektivní inteligenci od pouhého kolektivního chování. Kolektivní inteligence se dle něj vyznačovala vzájemným obohacením, jehož výsledkem je něco, co by nemohlo být vytvořeno jednotlivci.

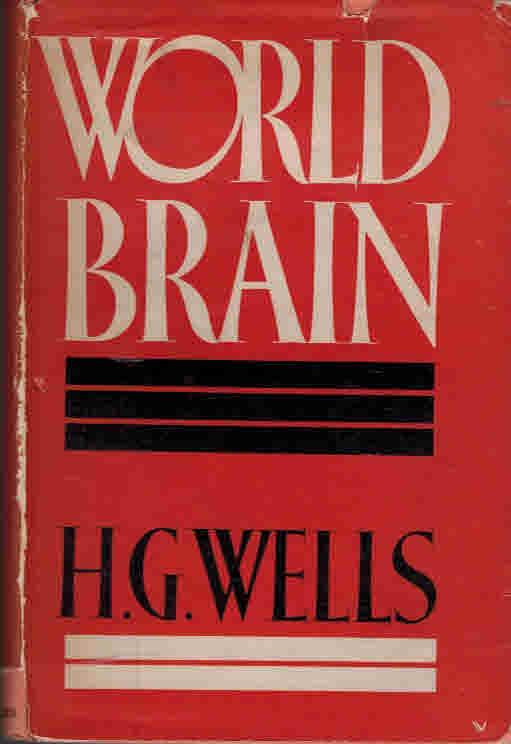
Kniha Světový mozek od Herberta George Wellse

Koncem 80. a počátkem 90. let 20. století začaly vznikat různé vizionářské teorie související s obecným rozvojem kolektivní inteligence. Například americký fyzik Peter Russel přišel s filosoficko-kybernetickým proroctvím o globálním mozku, který se má údajně začít uskutečňovat na sklonku milénia díky rozvoji komunikačních technologií v součinnosti s evolucí vědomí. Za další vizionáře podobného ražení lze považovat Joëla de Rosnaye, Kevina Kellyho, Howarda Blooma či Pierra Lévyho.
V 80. letech 20. století se začal projevovat zájem o vytváření kolektivní inteligence při komunikaci tváří v tvář. Za nestora této praxe lze považovat kvantového fyzika Davida Bohma, jenž se v pozdních letech své vědecké kariéry začal věnovat takzvaným „dialogům“, organizovaným setkáváním diskutujících, při kterých byl schopen vytvářet nový druh kolektivní mysli či kolektivního vědomí založeném na společném významu. Podobně jako u Russella zde hrála významnou roli evoluce vědomí, kterou však Bohm chápal jako požadavek proměny ega ve shodě s požadavkem stojícím v jádru velkých duchovních tradic. Bohm svými dialogy položil základy, na nichž později vzniklo celé dialogické hnutí, jež zhruba od 90. let kultivuje umění konverzace do podoby nástroje společenské transformace a intelektuálního pokroku.
V 90. letech 20. století dělal své první kroky projekt World Wide Web, prostor, který, jak říká filosof Pierre Lévy, není pouze platformou pro distribuci a konzumaci informací či interaktivních služeb, ale ve své podstatě je platformou určenou pro konstruování společenského procesu kolektivní inteligence. Proto se hlasitými propagátory kolektivní inteligence v této době staly velké osobnosti internetu jako Tim Berners Lee, John Perry Barlow či Marc Pesce. Tato doba se vyznačovala velkými nadějemi a možno říci také značně nepřiměřeným očekáváním ohledně osvobozujícího potenciálu internetu. Na jednu stranu měli v této době vliv tzv. digitální humanisté a dědicové idejí kontrakulturního hnutí 60. let, mezi které lze řadit například Američany Douglase Rushkoffa, Howarda Rheingolda či Pierra Lévyho, na druhé straně se mnozí vizionáři v oboru informačních a komunikačních technologií pokoušeli smířit ideál kolektivní inteligence s ideologií radikálního individualismu, libertarianismu a neoliberální ekonomikou, věříce, že samotné propojení a koordinace počítači může stačit k tomu, aby vznikla svobodná kolektivně inteligentní společnost, ve které již nebude třeba starých forem politické kontroly a institucí. Tento ideál byl však brzy napadán, nejslavněji v polovině 90. let, kdy byl označen mediálními teoretiky Richardem Barbrookem a Andy Cameronem jako kalifornská ideologie.

### Konec 20. století a současnost
Koncem 90. let a během prvních dvou dekád 21. století se pojem kolektivní inteligence začal objevovat napříč mnoha obory. Dle knihy “Handbook of Collective Intelligence“ vydané na Massachusettském technologickém institutu v roce 2015 výzkum kolektivní inteligence přesahuje do oborů jako je informatika, kognitivní vědy, sociologie, politologie, ekonomie, sociální psychologie, antropologie, teorie organizace, právo biologie a síťová věda. K tématu bylo napsáno mnoho knih, po světě fungují výzkumná centra a každoročně se pořádají konference o kolektivní inteligenci. Kolektivní inteligence se coby interdisciplinární obor i společenský fenomén v současnosti rozvíjí jak v souvislosti s rozvojem internetu, tak v souvislosti s postupnou proměnou společenského smýšlení, které někdy bývá označováno jako vznik integrální kultury.

## Příklady kolektivní inteligence

### Kolektivní inteligence na webu
Za dobrý příklad úspěchu kolektivní inteligence na webu je běžně pokládaná encyklopedie Wikipedia, nicméně práce s kolektivní inteligencí je vlastní prakticky všem webovým aplikacím tzv. webu 2.0. S inteligencí kolektivu v jistém smyslu pracují také vyhledávače, když hodnotí webové zdroje podle toho, kolik jiných zdrojů se k nim odkazuje a sledují chování svých uživatelů, čímž zkvalitňují své vyhledávání. Existuje také řada internetových aplikací, které vznikají přímo z vědomého zájmu o rozvoj kolektivní inteligence. Zde jsou některé z nich:
- Climate CoLab — Platforma Centra pro kolektivní inteligenci na MIT umožňující lidem z celého světa společně vytvářet návrhy na to, co dělat se změnou klimatu. Aplikace se skládá ze tří elementů: strukturovaných debat, na konkrétních modelech založeného plánování a online hlasování. Tyto funkce jsou doplněny řadou funkcí, které pomáhají koordinaci práce a podporují informovanost. Součástí komunity je mnoho lidí z řad široké veřejnosti, ale také přes 200 odborníků na klimatickou změnu a spřízněná témata, kteří mají sloužit jako poradci, lektoři a sudí.[14]
- Kialo — Platforma pro racionální diskuzi a kolektivní rozhodování ohledně vážných a nevážných témat.
- WikiTribune — Projekt zakladatele Wikipedie, Jimmyho Walese. Wiki platforma, která umožňovala žurnalistům z celého světa spolupracovat na vytváření žurnalistického obsahu. Motivací byl boj s tzv. fake news. V roce 2019 byl projekt Wikitribune přesměrován na uzavřený projekt WT Social.
- Informačně ekologický metajazyk (IEML) — dosud nedokončený projekt francouzsko-kanadského filosofa Pierry Lévyho, jehož cílem je pomocí metadat informačně ekologického jazyka automatizovat vytváření sémantických vztahů mezi daty na internetu a zesílit tak naši reflexivní kolektivní inteligenci ve všech oblastech života.[15]
- Loomio — Aplikace pro kolektivní rozhodování. Aplikace Loomio vznikla z potřeby se kolektivně rozhodovat v průběhu akce Occupy Wallstreet v roce 2011, kde se ukázalo, že nejefektivnější cesta k tomu, jak tato rozhodnutí vytvářet, bude vytvoření online aplikace, na níž mohou lidé vytvářet společná rozhodnutí bez toho, aniž by museli být na jednom místě.
- Meetup — Sociální sít napomáhající lidem se stejným zájmem setkat se za účelem libovolné společné aktivity. Za vznikem Meetupu stojí inspirace nevídanou schopnosti newyorčanů spojit se dohromady při vypořádávání se s následky události 11. září a rozpomenutí si na potenciál, jenž se do internetu vkládal v jeho počátcích, to jest na jeho schopnost rozvinout nové formy společenské organizace v našem přirozeném prostoru.
- Další aplikace: CrowdoScope, SenseMaker, Ushahidi, Cronycle, Infobitt

### Kolektivní inteligence v managementu
Rozvoj kolektivní inteligence v managementu je obecně spojen s progresivními přístupy v oblasti managementu, které namísto firemní hierarchie a kontroly budují samoorganizované pracovní kolektivy z vnitřně motivovaných pracovníků. Tento typ managementu pravděpodobně dosud nejlépe popsal Frederic Laloux ve své knize Budoucnost organizací Průvodce budováním organizací v 21. století na základě evoluce lidského uvažování z roku 2014. Známý odborník v oblasti managementu Peter Senge již v 90. letech publikoval knihu Pátá disciplína, kde hovořil o „týmovém učení“ v učících se organizacích. V poslední době se proslavila metoda s názvem holakracie, jež byla popsána v knize Briana J. Robertsona Holacracy: The New Management System for a Rapidly Changing World z roku 2015.

### Kolektivní inteligence ve vzdělávání
Rozvoj kolektivní inteligence v oblasti vzdělávání je spojen především s vývojem internetu a s ním spojené proměny vzdělávacích zvyklostí a metod. Filosof Pierre Lévy už v 90. letech tvrdil, že zažíváme konec starého modelu studijních společenství organizujících se kolem fyzických depozitářů vědění. Vyučující se dle Lévyho má stát animátorem kolektivní inteligence skupin, které jsou mu svěřeny a měl by být spíše asistentem a průvodcem ve vzdělávacím procesu. Podobně americký mediální teoretik Henri Jenkins ve své knize Convergence Culture: Where Old and New Media Collide (2006) kritizoval školy, jež podporují autonomní řešitele a soběstačné studenty, kteří jsou nepřátelští vůči prostředkům kolektivní inteligence. Jak Pierre Lévy, Tak Henri Jenkins hovoří o potřebě zavedení nové gramotnosti.
V Lévyho případě jde o požadavek nových intelektuálních a morálních schopnosti, který by si měl přivlastnit každý, aby v nové kultuře vybudované na digitálním médiu přežil. Jeho představa je taková, že nové generaci stačí, aby si osvojila pouze několik základních schopností a hned poté se naučila vybírat důvěryhodné zdroje, filtrovat, klasifikovat, organizovat, analyzovat, syntetizovat a vést dialog o tom, co se naučila. Studium by pak mělo spočívat v cyklech těchto operací. Nová gramotnost by dle Lévyho měla stát na specifických požadavcích na osobní inteligenci, technikách kritiky a schopnosti kolektivní inteligence.
Rozvoj kolektivní inteligence v oblasti vzdělávání se nemusí nutně týkat pouze probíhající digitální revoluce. Transpersonální filosof a vysokoškolský pedagog Christopher M. Bache ve své knize Živá třída: Vyučování a kolektivní vědomí (2008, česky 2015) popisuje dynamiku kolektivního vědomí ve třídě, přičemž vychází jak z vědeckého výzkumu, tak z třicetileté osobní pedagogické praxe.

### Kolektivní inteligence v politice
Pokud se hovoří o kolektivní inteligenci v rámci politiky, jedná se o aktivity v rámci tzv. participativní demokracie (či někdy také kooperativní demokracie). V České republice jsou praktiky participativní demokracie aplikovány např. v podobě participativního rozpočtování, participativního strategického plánování či při tvorbě veřejných prostor. Ve světe je možno vidět počínající experimenty s participativní politikou ve větším měřítku, a to i na parlamentní úrovni. Zmínit lze například pokus o kolektivní přepracování ústavy na Islandu, občanská shromáždění v Irsku či iniciativu vTaiwan na Tchaj-wanu, které se například za pomoci zapojení tisíců lidí úspěšně povedlo vyřešit problém regulací týkajících se provozu služeb společnosti Uber.

### Kolektivní inteligence v ekonomice

#### Prediktivní trhy
Prediktivní trhy jsou informační systémy určené k hromadnému odhadu vývoje ceny nějakého aktiva v budoucnosti. Tyto systémy přístupné i laické veřejnosti pak poskytují aktuální informace o vývoji cen daných aktiv (např. akcií) a zároveň umožňují zveřejnění odhadu uživatele budoucí ceny aktiva. Výsledkem je pak agregovaný odhad mnoha uživatelů, který může konvergovat k skutečné budoucí ceně. Tento proces kolektivního odhadu prostřednictvím umělého trhu je tedy způsobem simulace budoucího chování subjektů na trhu reálném. K motivaci jednotlivých uživatelů a k snížení šumu či předpojatosti se často užívá nějaké měny, která je převoditelná na reálné peníze. Příkladem je Hollywood Stock Exchange sloužící k odhadu úspěchu nových filmů, herců apod.

### Kolektivní inteligence v počítačových hrách
Jedním z problémů prediktivních trhů je častá nutnost zavedení motivačního mechanismu v podobě peněžité odměny. Počítačové hry je také možno použít k simulaci řešení složitých situací, přičemž motivačním mechanismem je v tomto případě snaha vyhrát a tak nemusí jít nutně o peníze, aniž by to mělo vliv na kvalitu výsledného řešení. Francouzská vláda tak např. spustila pro své občany hru Cyber Budget snažící se o realistickou simulaci, ve které je hráč ministrem financí. Data získaná z těchto her lze pak ukládat do databáze, analyzovat a využívat k efektivnímu rozhodování. Problémem je skutečnost, že aby hra bylo hrou, je nutné dobrá rozhodnutí odměňovat a špatná rozhodnutí trestat. Jde-li ale o to najít řešení, které není známo, vzniká problém. Ten je ovšem možné řešit zahrnutím co nejrealističtějších podmínek a dat do hry. Koncept distribuované kolaborativní inteligence Pierra Lévyho se dle Terryho Flewa uplatňuje v prostředí online her, ve kterém probíhá neustálý dialog mezi hráči a tvůrci her. Příkladem tak může být například hra Trainz, na jejímž úspěchu se dle Johna Bankse podílela významným způsobem propagace a doplňkový vývoj různých rozšíření hráčskou komunitou.[zdroj?] Terry Flew zároveň argumentuje, že koncept kolektivní inteligence hraje aktivní roli v MMORPG, kdy jednotlivé klany či guildy spolu neustále spolupracují na dosažení svých cílů. Na tuto spolupráci lze pak pohlížet jako na distribuovanou kognici, což je středem zájmu výzkumnice Constance Steinkuehlerové z University of Wisconsin-Madison.

## Definice kolektivní inteligence
- „Kolektivní inteligence je jakákoliv forma inteligence, která vzniká v rámci – případně je schopností či charakteristikou – skupin a dalších kolektivních živých systémů.“[1]
- „Kolektivní inteligence je schopnost lidských společenství rozvíjet se směrem k vyššímu řádu komplexity a harmonie skrze takové inovační mechanismy jako je diferenciace a integrace,soutěž a spolupráce.“ (Tom Atlee a George Pór)[30]
- „Je to forma univerzálně distribuované inteligence, jež je neustále rozšiřovaná, koordinovaná v reálném čase a jejímž výsledkem je efektivní mobilizace schopností. … Základem a cílem kolektivní inteligence je vzájemné uznání jednotlivců mezi sebou a vzájemné obohacování se, které stojí v protikladu ke kultu svou věcí posedlých či uzavřených komunit.” (Pierre Lévy)[31]
- „Jedná se o vědecký, technický a politický projekt, který namísto toho, aby se snažil vytvořit počítače, jež jsou chytřejší než lidé, chce pomocí počítačů zesílit lidskou inteligenci. Kolektivní inteligence proto není protikladem kolektivní hlouposti, ani protikladem individuální inteligence. Je protikladem umělé inteligence. Je to způsob péče o nový lidský/kulturní kognitivní ekosystém pomocí využívání narůstající výpočetní síly počítačů a všudypřítomné paměti.“ (Pierre Lévy)[32]
- Schopnost skupiny „nacházet lepší řešení než … by mohli nalézt jednotlivci pracující individuálně.“ (Francis Heylighen)[33]
- „Schopnost se kolektivně rozhodovat, která přináší alespoň stejné či lepší výsledky než schopnost jednotlivých členů skupiny.“ (Hiltz and Turoff)[34]

## Výzkumná centra a instituce
Na světě existuje několik výzkumných center zabývajících se kolektivní inteligencí. Každé z těchto center přitom vychází z mírně odlišných východisek a prostředí.
- MIT Center for Collective Intelligence — Výzkumné centrum Thomase W. Malona, které propojuje mnoho fakult na MIT a zkoumá, jak nové komunikační technologie mění způsob spolupráce. Cílem centra je hluboce problému kolektivní inteligence porozumět a využít nové možnosti, které toto porozumění otevírá, jak pro rozvoj společnosti, tak i obchodu. Vznášejí se zde otázky například po tom, co to vůbec znamená, když se řekne, že je nějaká skupina inteligentní či jaké možnosti inspirace pro výzkum kolektivní inteligence nabízí organizace lidského mozku. Centrum jde také naproti tomu, aby se propojovala lidská (kolektivní) inteligence s inteligencí umělou. Patrně nejpokročilejším praktickým výstupem centra je webová aplikace Climate CoLab.
- Collabforge — Firma Marka Elliota zpracovávající zakázky pro veřejný i komerční sektor. Specializuje se na řízení spolupráce a inovace prostřednictvím strategie, zjednodušování a technologie,a to jak v rámci jednotlivých organizací, tak mezi nimi. Jedním z největších projektů, jež přitom dobře vystihuje povahu práce Collabforge, je znovuvytvoření strategického plánování města Melbourne za pomoci online platformy Future Melbourne, jehož se zúčastnilo mnoho do dané záležitosti zainteresovaných subjektů, a to včetně široké veřejnosti.
- Community Intelligence — Centrum George Pora, které usiluje o zesílení kolektivní inteligence a moudrosti v organizacích a společenských systémech používáním všemožných dostupných metod a teorií. Obecným cílem, či spíše ideálem tohoto centra je přispívat ke vznikajícímu světu, v němž je nadvláda nahrazena partnerstvím, tradičním způsobem organizace práce a studia je práce se společnými zdroji,kde jsou organizace zodpovědné za celek, tj. za jejich členy, zainteresované osoby, biosféru, noosféru a budoucí generace a kde všechny společenské instituce oživují, zvyšují prosperitu pro všechny.
- The Co-Intelligence Institute — Institut Toma Atleeho, který se zaměřuje na urychlení a zlepšení spolupráce ve světě politiky a správy věcí veřejných, přičemž jeho cílem je vedle toho evoluce vědomí. Mezi aktivity tohoto institutu je výzkum různých aspektů ko-inteligence od budování komunit přes výzkum vědomí až po hledání možností, jak znovu navrhnout demokratické instituce, jež by občanům umožnily společně vytvářet komunitní moudrost ve smyslu všeobecně sdíleného zdravého rozumu, který občané sdílí a na základě nějž řídí různé záležitosti. Mimo to má institut také rozsáhlou publikační činnost, pořádá konference, diskuze, workshopy a přednášky a propojuje zájemce o kolektivní inteligenci.
- The Global Brain Institute — Institut Francise Heylighena využívající vědeckých metod k tomu, aby lépe porozuměl globálnímu vývoji směřujícímu ke stále silnějšímu propojení mezi lidmi, softwarem a stroji. Pomocí navrhování konkrétních modelů tohoto vývoje předvídá jak přísliby, tak i úskalí tohoto vývoje.
- Collective Intelligence Research Institute — Institut Jeana-François Noubela, který svým výzkumem cílí přímo na veřejnou sféru, aby sloužil rozvoji občanské společnosti. Dle všeho nemá dosud žádné výstupy praktického charakteru a nemá jako organizace zatím žádnou právní formu.
- The Centre for Collective Intelligence Design — Centrum organizace Nesta Foundation iniciované jejím ředitelem Geoffem Mulganem.

## Užití pojmu v kultuře
V 32. epizodě seriálu Červený trpaslík byla kolektivní inteligence tématem pokusu vědců 23. století na vesmírné základně, kam hrdinové seriálu zavítali. Zápletka této epizody, nazvané Legie, byla inspirována románem Rogera Zelaznyho Mé jméno je legie (samotné jméno pak pochází z evangelia, konkrétně Lk 7,30 a Mk 5,9, kde velká skupina zlých duchů, kteří posednou jednoho člověka, hovoří sama o sobě jako o legii či pluku).

### Kolektivní monografie a ostatní texty vhodné pro vstupní orientaci
- Collective Intelligence: Creating a Prosperous World at Peace Archivováno 16. 5. 2017 na Wayback Machine. (2008) — Rozsáhlá kolektivní monografie s příspěvky od padesáti pěti průkopníků této nové disciplíny ohlašuje, že začala éra kolektivní inteligence a svými příspěvky představuje sadu nástrojů pro spojování lidí a tvorbu vysoce funkčních kolektivů. Tuto kolektivní monografii sestavil kognitivní vědec Mark Tovey[nedostupný zdroj] a Robert David Steele, průkopník oboru open-source intelligence.
- Handbook of Collective Intelligence (2015) — sborník sestavený Thomasem W. Malonem z Massachusetts Institute of Technology a Michaelem S. Bernsteinem ze Stanford University. Sborník podává zprávu o současném výzkumu v oboru kolektivní inteligence, který předkládá soubor výzkumných problémů z mnoha disciplinárních a metodologických perspektiv předních osobností výzkumu v počítačové vědě, biologii, ekonomice a psychologii. Důležitým cílem sborníku je položit základy kolektivní inteligenci jakožto nového interdisciplinárního oboru a započít tak tvorbu syntézy poznatků z řady oborů, jež se kolektivní inteligence týkají.
- Come Together: The Mystery of Collective Intelligence Archivováno 10. 10. 2018 na Wayback Machine. (2004) — Příspěvek spirituálního učitele Craiga Hamiltona Archivováno 3. 12. 2017 na Wayback Machine. v dnes již neexistujícím časopise What Is Enlightenment? (později EnlightenNext) o dialogickém hnutí a o hnutí kolektivní inteligence obecně.
- Spanda journal: Collective intelligence (2014) — Speciální číslo časopisu Spanda věnované kolektivní inteligenci obsahuje příspěvky od význačných osobností oboru kolektivní inteligence a integrálního myšlení. Jmenovitě zde má svůj příspěvek Ervin Lászlo, Tom Atlee, Pierre Lévy, Stanislav Grof, George Pór, Francis Heylighen, Charles Eisenstein, Derrick de Kerckhove a Helene Finidori. Editorem čísla je zakladatel Spanda Foundation Sahlan L. Momo.
- The Power of Collective Wisdom: And the Trap of Collective Folly (2009)
- Kolektivní monografie v oboru informačních a komunikačních technologií: Advances in Collective Intelligence (2011), Social Collective Intelligence: Combining the Powers of Humans and Machines to Build a Smarter Society (2014), Computational Collective Intelligence: Technologies and Applications (2014).

### Seznam literatury

#### Obecně zaměřené kolektivní monografie
- MALONE, Thomas W a Michael S BERNSTEIN. Handbook of collective intelligence. pages cm. ISBN 9780262029810.
- Collective intelligence: creating a prosperous world at peace. Oakton: Earth Intelligence Network, c2008. ISBN 978-0-9715661-6-3.

#### Vizionáři kolektivní inteligence a globálního mozku
- RUSSELL, Peter. The awakening Earth: the global brain. Rev. ed., with new foreword and postscript. London: Arkana, 1991. ISBN 0-14-019304-9.
- KELLY, Kevin. Out of control: the new biology of machines, social systems and the economic world. 2nd ed. Reading, Mass.: Addison-Wesley Publishing Company, 1995. ISBN 0-201-48340-8.
- LÉVY, Pierre. Collective intelligence: mankind’s emerging world in cyberspace. Cambridge, Mass., c1997, xxviii, 277 p. ISBN 07-382-0261-4.
- ROSNAY, Joël de. The symbiotic man: a new understanding of the organization of life and a vision of the future. New York: McGraw-Hill, 2000. ISBN 0071357440.
- BLOOM, Howard. Global brain: the evolution of mass mind from the Big Bang to the 21st century. New York: Wiley, 2001. ISBN 0471419192.
- H. G. WELLS. World Brain. New York, NY: Buccaneer Books, 1994. ISBN 15-684-9382-7.
- MULGAN, Geoff. Big mind: how collective intelligence can change our world. Princeton: Princeton University Press, [2018]. ISBN 06-911-7079-7.

#### Informatika a web
- SMITH, John B. Collective intelligence in computer-based collaboration. Hillsdale, N.J.: L. Erlbaum Associates, 1994. ISBN 0805813209.
- SEGARAN, Toby. Programming collective intelligence: building smart web 2.0 applications. 1st ed. Beijing: O’Reilly, c2007. ISBN 978-0-596-52932-1.
- ALAG, Satnam. Collective intelligence in action. Greenwich, Conn.: Manning, c2009. ISBN 1933988312.
- BONABEAU, Eric, Marco DORIGO a Guy THERAULAZ. Swarm intelligence: from natural to artificial isystems. New York: Oxford University Press, 1999.
- ELLIOTT, Mark. Stigmergic Colaboration A Theoretical Framework for Mass Colaboration [online]. Dostupné z:
- LÉVY, Pierre. The semantic sphere 1: computation, cognition and information economy. Wiley. London: ISTE. ISBN 18-482-1251-8. http://dlc.dlib.indiana.edu/dlc/bitstream/handle/10535/3574/elliott_phd_pub_08.10.07.pdf.txt?sequenc
- O’REILLY, Tim. What Is Web 2.0: Design Patterns and Business Models for the NextGeneration of Software [online]. Dostupné z:http://www.oreilly.com/pub/a/web2/archive/what-is-web-20.html

#### Mediální studia a Internet studies
- RHEINGOLD, Howard. The virtual community: homesteading on the electronic frontier. Rev. ed. Cambridge, Mass.: MIT Press, 2000. ISBN 0262681218.
- RHEINGOLD, Howard. Smart mobs: the next social revolution. Cambridge, Mass.: Basic Books, 2002. ISBN 0-7382-0861-2.
- SHIRKY, Clay. Here comes everybody: the power of organizing without organizations. 1st ed. London: Allen Lane, c2008. ISBN 978-0-7139-9989-1.
- SHIRKY, Clay. Cognitive surplus: creativity and generosity in a connected age. New York: Penguin Press, 2010. ISBN 1594202532.
- JENKINS, Henry. Convergence culture: where old and new media collide. New York: New York University Press, c2006. ISBN 978-0-8147-4295-2.
- JOHNSON, Steven. Emergence: the connected lives of ants, brains, cities, and software. London: Penguin Books, c2001. ISBN 0-14-028775-2.
- JOHNSON, Steven. Odkud se berou dobré nápady. 1. vyd. v českém jazyce. Praha: Dokořán, 2012. ISBN 978-80-7363-361-5.
- JOHNSON, Steven. Future Perfect: The Case For Progress In A Networked Age. New York City: Riverhead Books, 2013. ISBN 1594631840.
- LÉVY, Pierre. Becoming virtual: reality in the Digital Age. Wiley. New York: Plenum Trade, 1998, 207 p. ISBN 03-064-5788-1.
- LÉVY, Pierre. Kyberkultura: zpráva pro radu Evropy v rámci projektu “nové technologie: kulturní spolupráce a komunikace. Vyd. 1. Praha: Karolinum, 2000. ISBN 80-246-0109-5.
- LANIER, Jaron. DIGITAL MAOISM: The Hazards of the New Online Collectivism [online]. Dostupné z: https://edge.org/conversation/digitalmaoism-the-hazards-of-the-new-online-collectivism%5B%5D

#### Ekonomie
- SUROWIECKI, James. The wisdom of crowds: why the many are smarter than the few and how collective wisdom shapes businness, economies, societies and nations. New York: Doubleday, c2004. ISBN 0-385-50386-5.
- TAPSCOTT, Don a Anthony D WILLIAMS. Wikinomie: jak masová spolupráce mění svět a obchod. 1. vyd. Praha: Fragment, 2010. ISBN 978-80-253-0863-9.
- TAPSCOTT, Don a Anthony D WILLIAMS. Macrowikinomics: rebooting business and the world. New York: Portfolio/Penguin, 2010. ISBN 9781591843566.

#### Management
- SENGE, Peter M. Pátá disciplína: teorie a praxe učící se organizace. Vyd. 1. Praha: Management Press, 2007. Knihovna světového managementu. ISBN 978-80-7261-162-1.
- SENGE, Peter, Otto SCHARMER, Joseph JAWORSKI a Betty FLOWERS. Presence: Human Purpose and the Field of the Future. Crown Business, 2008. ISBN 0385516304.
- ROBERTSON, Brian J. Holacracy: the new management system for a rapidly changing world. New York: Henry Holt and Company, [2015].
- SUNSTEIN, Cass R a Reid HASTIE. Wiser: getting beyond groupthink to make groups smarter. ISBN 9781422122990.
- MARKOVA, Dawna a Angie MCARTHUR. Collaborative intelligence: thinking with people who think differently. First Edition.
- HACKMAN, J. Collaborative intelligence: using teams to solve hard problems. San Francisco, CA: Berrett-Koehler Publishers, c2011. ISBN 9781605099903.
- JOYCE, Stephen James. Teaching an anthill to fetch: developing collaborative intelligence @ work. Alberta: Mighty Small Books, 2007. ISBN 9780978031206.
- The making of meeting: on Arthub Asia’s collaborative intelligence. ISBN 9789491775093.
- FISHER, Kimball a Mareen Duncan FISHER. The distributed mind: achieving high performance through the collective intelligence of knowledge work teams. New York: AMACOM, c1998. ISBN 0814403670.

#### Politika
- LANDEMORE, Hélène a Jon ELSTER (eds.). Collective Wisdom: Principles and Mechanisms. Cambridge University Press, 2014. ISBN 9781107630277.
- LANDEMORE, Hélène. Democratic reason: politics, collective intelligence, and the rule of the many. Oxford: Princeton University Press, c2013. ISBN 9780691155654.
- ATLEE, Tom a Rosa ZUBIZARRETA. The Tao of democracy: using co-intelligence to create a world that works for all. Cranston, RI: Writers’ Collective, c2003. ISBN 193213347X.
- ATLEE, Tom. Empowering public wisdom: a practical vision of citizen-led politics. Berkeley, Calif.: Evolver Editions, 2012. ISBN 9781583945001.
- LÉVY, Pierre. Cyberdémocratie: essai de philosophie politique. Paris: Odile Jacob, 2002. 283 s. ISBN 978-2738110534.

#### Vzdělávání
- BACHE, Christopher M. Živá třída: vyučování a kolektivní vědomí. Vydání v českém jazyce první. Překlad Petr Lisý. Praha: Carpe Momentum, 2015. ISBN 978-80-905334-2-4.
- SENGE, Peter M. Schools that learn: a fifth discipline fieldbook for educators, parents, and everyone who cares about education. 1st Currency pbk. ed. New York: Doubleday, 2000. ISBN 0-385-49323-1.
- PETERS, Michael. Interview with Pierre A. Lévy, French philosopher of collective intelligence. Open Review of Educational Research [online]. 2015, (Vol. 2, Iss. 1), 259-266. Dostupné z: http://www.tandfonline.com/doi/abs/10.1080/23265507.2015.1084477

#### Dialogické hnutí
- BOHM, David. Rozvíjení významu: víkendový dialog. Vyd. 1. Praha: Unitaria, 1992, 169 s. Světla (Unitaria), sv. 7. ISBN 8090030580.
- Doporučené knihy dialogického hnutí na stránkách The World Café

#### Věda
- NIELSEN, Michael A. Reinventing discovery: the new era of networked science. Princeton, N.J.: Princeton University Press, 2011. ISBN 978-0-691-14890-8.

#### Teologie
- SPADARO, Antonio a Maria WAY. Cybertheology: thinking Christianity in the era of the Internet. First edition. ISBN 0823257002.

#### České akademické práce
- GARDELKA, Tomáš. Koncept kolektivní inteligence a posun tradice ve vybraných textech Pierra Lévyho. Praha, 2016. Dostupné také z: https://is.cuni.cz/webapps/zzp/download/130174141/?lang=cs. Bakalářská práce. Fakulta humanitních studií UK, Katedra elektronické kultury a sémiotiky.
- BARTLOVÁ, Marie. Kolektivní inteligence a role jedince: na příkladu sociálního aktivismu online. Praha, 2014. Dostupné také z: https://is.cuni.cz/webapps/zzp/detail/131523/33979507/. Fakulta humanitních studií UK, Katedra elektronické kultury a sémiotiky.
- CHALOUPKOVÁ, Šárka. Utváření kolektivní inteligence v kyberprostoru na příkladu počítačových her. Praha, 2017. Dostupné také z: https://is.cuni.cz/webapps/zzp/detail/160455/33979507/. Fakulta humanitních studií, Katedra elektronické kultury a sémiotiky.

- HARTLOVÁ, Kateřina. Hypotéza globálního mozku: kolektivní inteligence jako součást kulturně-evolučního procesu. 2006 [cit. 2018-10-10].  Bakalárska práca. Masarykova univerzita, Faculty of Arts. Vedoucí práce PhDr. Michal Lorenz, Ph.D..   Dostupné online.
- RANDUS, Tomáš. Prediction markets, mediace pomocí tržních mechanismů. Praha, 2013. Dostupné také z: https://is.cuni.cz/webapps/zzp/detail/132531/33979507. Fakulta sociálních věd UK, Katedra mediálních studií.

- ARLETH, Jiří. Využití gamesourcingu a kolektivní inteligence v počítačových hrách při řešení úloh. 2017 [cit. 2018-10-10].  Diplomová práce. Vysoká škola báňská - Technická univerzita Ostrava, Fakulta elektrotechniky a informatiky. Vedoucí práce Ivan Zelinka.   Dostupné online.

- GAJOVÁ, Klára. Aplikace principů managementu 2.0 v českém prostředí. 2016 [cit. 2018-10-10].  Diplomová práce. Vysoká škola ekonomická v Praze. Vedoucí práce Stanislav Háša.   Dostupné online.
- PAVLÁSKOVÁ, Eliška. Folksonomie a možnosti jejich využití s přihlédnutím k potřebám akademického prostředí. Praha, 2008. Dostupné také z: https://is.cuni.cz/webapps/zzp/detail/62700/33979507/. Filozofická fakulta UK, Ústav informačních studií a knihovnictví.

### Základní informace
- Heslo kolektivní inteligence na Transpersonálním fóru – Hlavní zdroj, ze kterého je sestaven obsah této stránky.
- Heslo kolektivní inteligence na wiki p2p foundation – Anglicky

### Přednášky, filmy a další audiovizuální materiály
- The Global Brain — Krátký film z roku 1983 představující vizi globálního mozku Petera Russela.
- All Watched Over by Machines of Loving Grace – Episode 1 – Love and Power — dokument BBC od dokumentaristy Adama Curtise o kalifornské ideologii a s ní spojené objektivistické filosofii spisovatelky Ayn Rand.
- Google and the World Brain — Dokument o projektu Google Books poukazující na problémy a kontroverze, které jsou s ním spojené.
- The New Republics — Trailer k připravovanému dokumentu Jeana-François Noubela, který si klade za cíl ukázat vývoj lidského druhu prostřednictvím vývoje kolektivní inteligence.
- Football, l’intelligence collective — Francouzský dokument představující koncept kolektivní inteligence na často užívaném příkladu fotbalového zápasu.
- Schwärme – Die Intelligenz der Massen — Německý dokument o inteligenci hejna.
- Collaboration and Collective Intelligence — Panelová diskuze o kolektivní inteligenci na Massachusetts Institute of Technology z roku 2007.
- Kolekce přednášek a rozhovorů na YouTube — podléhá neustálé aktualizaci

### Blogy
- Digitální demokracie — Česky psaný blog o inspirativních přístupech v participativní demokracii a souvisejících digitálních nástrojích. Texty o zahraničních knihách a projektech, zamyšlení, překlady.
- Blog of Collective Intelligence Archivováno 11. 5. 2013 na Wayback Machine. — Blog s podtitulem „nikdo z nás není tak chytrý jako my všichni“ píše George Pór a funguje již od roku 2003.
- Random Communications from an Evolutionary Edge – Blog Toma Atleeho o participativní demokracii a ko-inteligenci.
- Pierre Levy’s Blog — Blog francouzského filosofa Pierra Lévyho ve francouzštině a angličtině, věnovaný zejména jeho projektu informačně ekologického metajazyka (IEML).
- The Collective Intelligence Blog — blog s odkazy na mnoho dalších zdrojů
- Public Intelligence Blog Archivováno 6. 10. 2018 na Wayback Machine. — Blog, který píše Robert David Steele, průkopník oboru open-source intelligence.

### Konference
- Collective Intelligence 2014 — June 10—12, 2014 @ Massachusetts Institute of Technology
- Collective Intelligence 2015 — May 31—June 2, 2015 @ the Marriott Santa Clara in Santa Clara, CA
- Collective Intelligence 2016 Archivováno 17. 3. 2017 na Wayback Machine. — June 1—3, 2016 @ New York University, New York, NY
- Collective Intelligence 2017 — June 15—16, 2017 @ New York University, New York, NY
- Collective Intelligence 2018 — July 7—8, 2018 @ University of Zurich, Switzerland

### Dialogické hnutí
- Dialogos — Konzultační společnost zabývající se managementem a leadershipem se sídlem v Cambridge, Massachusetts a v Londýně.
- Society for Organizational Learning — Společnost pro učící se organizace založená v roce 1997 expertem v oblasti managementu Peterem Sengem z Massachusetts Institute of Technology.
- The World Café — Globální konverzační hnutí založené Juanitou Brown and Davidem Isaacsem v polovině 90. let. World Café je metoda, ale také způsob myšlení a pospolitosti založené na filosofii konverzačního vedení (conversational leadership), který členové hnutí uplatňují v různých typech organizací po celém světě.
- The National Coalition for Dialogue & Deliberation — Národní koalice pro dialog a deliberaci je sítí tisíců inovátorů, kteří dávají lidi dohromady, aby tak pomáhali řešit naše dnešní největší výzvy. Koalice poskytuje místo setkávání, shromažďuje informace a šíří novinky.
- Conversation Café — Platforma podporovaná Národní koalicí pro dialog a deliberaci propagující a podporující praxi konverzačních kaváren.
- The Berkana Institute — Nezisková organizace vytvářející podpůrné a badatelské komunity. Vše, co dělají má být vědomým experimentem, který pomáhá porozumět samoorganizaci životních procesů sloužící k vytváření řádu bez nutnosti kontroly a emergenci prostředků pro tvorbu změn.
- Commonway Institute for Societal Transformation — Nezisková organizace, která chce napomáhat vytváření společnosti, jež je v souladu s našimi nejhlubšími duchovními hodnotami, tj. globální společnosti, která zahrnuje všechny lidi. S vědomím, že globální problémy nevyřešíme s tou samou filosofií která je vytvořila, učí ostatní, jak utvářet svět, který funguje pro všechny. Organizace má vlastní publikační činnost a vytváří konverzační kavárny. — Přednáška zakladatele organizace na TEDx
- The Center for Nonviolent Communication — Centrum pro nenásilnou komunikaci si klade za cíl vyučovat nenásilnou komunikaci a pomáhat tak lidem v klidu a efektivně řešit konflikty v soukromém, firemním i politickém životě.
- Covision — Organizace zabývající se navrhováním interaktivních setkávání velkých skupin.
- Socrates Café Archivováno 6. 10. 2018 na Wayback Machine. — Globální hnutí dobrovolníků organizujících shromáždění, kde lidé z různých prostředí dávají hlavy dohromady a rozvíjejí společně myšlenky založené na svých jedinečných zkušenostech.
- Další pojekty: Richmond action dialogues Archivováno 29. 9. 2017 na Wayback Machine., The dialogue project, Heartland Circle, Design with dialogue, Tenneson Woolf, AmericaSpeaks